# Jiang Kui
Jiang Kui (chinois : 姜夔), également connu sous son nom de courtoisie Yaozhang (堯章) ou d'artiste Baishi Daoren (白石道人), est un poète, musicien, compositeur, théoricien et calligraphe chinois né vers 1155 à Poyang et mort vers 1221 à Hangzhou. Il est notamment renommé comme auteur de ci. 

## Biographie
Jiang Kui est originaire de la province du Jiangxi et serait né vers 1155 à Poyang,, à l'époque de la dynastie Song du Sud (1127-1279).  
Son père était fonctionnaire à Hanyang. À la mort de ce dernier, il vit chez chez sa sœur dans cette même ville durant près d'une vingtaine d'années, y passant notamment toute sa jeunesse. En ce temps, il n'occupe pas de position officielle mais voyage très souvent et peut compter sur le soutien financier d'amis puissants et privilégiés. Entre 1176 et 1206, il visite ainsi de nombreux sites, Jiangxi, Hubei, Hunan, Jiangsu et Zhejiang. Il s'installe ensuite à Hangzhou, où il meurt vers 1221. 
Jiang Kui est réputé comme érudit, critique d'art, calligraphe, poète, musicien interprète de flûte xiao et compositeur. Sa musique notée compte parmi les plus anciennes conservées et authentifiées provenant d'un musicien chinois. Nous sont ainsi parvenus les airs de dix-sept chansons ci, dont quatorze sont ses propres compositions musicales, l'air d'une chanson ci avec accompagnement de cithare qin, et dix airs d'un ensemble de chansons rituelles et didactiques. On sait, par de brefs résumés mentionnés dans le Songshi, l'histoire officielle des dynasties Song, qu'il est également l'auteur de traités théoriques sur la musique et les instruments, le Dayueyi (Discussion sur la musique appropriée) et le Qinse kaogutu (Enquête illustrée sur les cithares qin et se), aujourd'hui perdus.  
Comme compositeur, il est classé comme expressif et créatif. 
Comme poète lyrique, ses ci les plus connus sont An xiang (暗香 ; Parfum secret) et Shu ying (疏影 ; Ombres pommelées), écrits alors que Jiang Kui rendait visite à Fan Chengda. Son recueil de paroles de chants ci, intitulé Baishi daoren gequ (白石道人歌曲 ; Chants du taoïste de la pierre blanche), contient quelque quatre-vingts pièces, dont dix-sept airs de sa propre invention. Les mélodies qu'il a créées constituent le seul matériel musical existant de la dynastie Song. 
Comme critique et théoricien, son Shi shuo (诗说 ; Discours sur la poésie) et son Xu Shu pu (续书谱 ; Suite des traités sur la calligraphie), sont considérés comme deux des plus importants traités de référence sur la poésie et la calligraphie. 

## Hommages
Depuis 1976, un cratère de la planète Mercure est nommé Chiang K'ui en son honneur,.